# Night Electric Night
Night Electric Night fue lanzado el 30 de enero de 2009 por el grupo de metal industrial sueco Deathstars. En este disco la banda refina más sus canciones, en comparación a los álbumes anteriores. En un principio fue grabado con el nombre "Deathglam" pero posteriormente decidieron cambiarlo por el nombre actual. El primer sencillo del disco, "Death Dies Hard", fue lanzado por primera vez en una radio de rock sueca.
El éxito de este nuevo álbum se refleja en diversos países de Europa, entre los que están Suecia, Finlandia, Alemania, España y Francia. También tienen mucho éxito en algunos países de Latinoamérica.

## Lista de canciones
1. "Chertograd" – 4:45
2. "Night Electric Night" – 4:04
3. "Death Dies Hard" – 3:21
4. "The Mark of the Gun" – 4:02
5. "Via the End" – 4:07
6. "Blood Stains Blondes" – 3:15
7. "Babylon" – 4:18
8. "The Fuel Ignites" – 4:00
9. "Arclight" – 4:35
10. "Venus in Arms" – 4:02
11. "Opium" – 3:43

Bonus Tracks

   12.  "Night Electric Night (The Night Ignites Remix)"
   13.  "Via the End (Versión de piano)"
   14.  "Night Electric Night (Con Adrian Erlandsson)"

### Gold Edition bonus DVD
Vídeos
1. "Death Dies Hard"
2. "Virtue To Vice"
3. "Blitzkrieg"
4. "Cyanide"
5. "Syndrome"
6. "Synthetic Generation"

Material extra
1. Making of "Death Dies Hard"
2. Making of "Virtue To Vice"
3. Making of "Blitzkrieg"
4. Making of "Cyanide"

## Posicionamiento
| Listas (2009)          | Posición |
| ---------------------- | -------- |
| Finlandia Albums Chart | 32       |
| Suecia Hard Rock       | 1        |
| Suecia                 | 10       |
| Alemania               | 36       |
| Alemania Rock Álbum    | 7        |
| Austria                | 43       |
| Suiza                  | 69       |
| Reino Unido            | 153      |
| Reino Unido Indie      | 19       |
| España                 | 120      |